# Grabik Ilova
Grabik Ilova (szerbül: Грабик Илова), település Bosznia-Hercegovinában, a Bosanska Krajina és a Bosanska Posavina közötti átmeneti területen, Prnjavor község területén, a Szerb Köztársaságban. 

## Fekvése
Bosznia-Hercegovina északi részén, Banja Lukától légvonalban 40, közúton 70 km-re északkeletre, községközpontjától légvonalban 6, közúton 7 km-re északra, a Vijaka bal oldali mellékvizétől, az Ilovától nyugatra fekvő dombvidéken, 160-230 méteres tengerszint feletti magasságban. A településnek nincs teljesen aszfaltozott útja.

## Népessége
| Nemzetiségi csoport | Népesség 1991 | Népesség 2013 |
| ------------------- | ------------- | ------------- |
| Szerb               | 815           | 576           |
| Bosnyák             | 0             | 0             |
| Horvát              | 1             | 0             |
| Jugoszláv           | 1             | 0             |
| Egyéb               | 22            | 9             |
| Összesen            | 839           | 585           |

## Története
Grabik Ilova nevét onnan kapta, hogy a faluban sok a gyertyánfa és az Ilova-folyó átfolyik rajta. A térség 1878-ig tartozott az Oszmán Birodalomhoz, ekkor a berlini kongresszus határozata alapján az Osztrák-Magyar Monarchia része lett. 1910-ben a Prnjavori járáshoz tartozó településen 54 háztartást és 343 ortodox lakost találtak. A monarchia szétesésével 1918-ban előbb a Szerb-Horvát-Szlovén Királyság, majd 1929-től a Jugoszláv Királyság része. Az 1929-es törvény értelmében, amikor Bosznia-Hercegovinát négy banovinára, Drinskára, Vrbaskára, Zetskára és Primorskára osztották, a település a Vrbaska banovina része lett, amelynek székhelye Banja Luka volt Jugoszlávia megszállása után a Független Horvát Állam (NDH) része lett. A második világháború után a település a szocialista Jugoszláviához tartozott. A daytoni békeszerződést követő területfelosztásnál a település Prnjavor község részeként a Szerb Köztársaság területéhez került.

## Oktatás
„Nikola Tesla” négyosztályos általános iskola.

## Nevezetességei
A faluban található az Úr Mennybemenetele ortodox templom. A templomot a helyiek 1998-ban kezdték építeni, majd 7 évvel később, azaz 2005-ben, Spasovdan napján fejezték be és szentelték fel. Az építkezésben a helyi lakosokon kívül a szomszédos közösségek néhány lakosa, Prnjavor község néhány cége, valamint a községi önkormányzat is részt vett. A harang vásárlásához szükséges pénzt a helyi közösség területéről származó nők, anyák és nővérek gyűjtötték össze.